# Michael Bates, Baron Bates

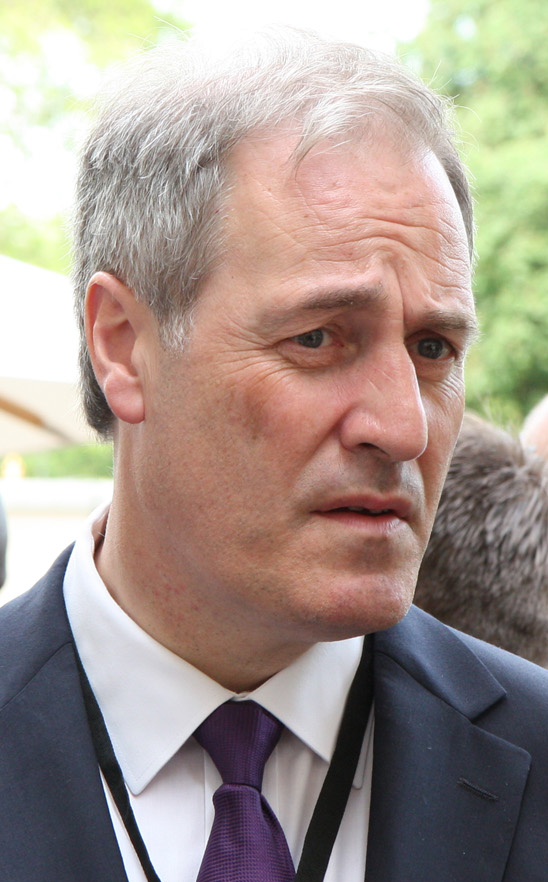
Michael Bates

Michael Bates, Baron Bates (* 26. Mai 1961 in Gateshead) ist ein britischer Politiker (Conservative Party) und Mitglied des House of Lords.

## Leben
Bates war von 1979 bis 1983 als Juniorpartner in einer Versicherungsagentur tätig, danach arbeitete er als Wirtschaftsprüfer und Consultant in verschiedenen Investmentgesellschaften. 1984 trat er den Young Conservatives bei. Zwischen 1991 und 1997 war er für die Conservative Party Mitglied des House of Commons für den Bezirk Langbaurgh. Von 1992 bis 1994 arbeitete Bates als parlamentarischer Privatsekretär, zuerst für den Sozialminister Nicholas Scott, dann im Nordirlandbüro von John Wheeler. 1995/96 war er Lord Commissioner of the Treasury, 1996/97 Paymaster General. Nach seinem Ausscheiden aus dem Parlament ging Bates in die Wirtschaft zurück.
Am 30. Juni 2008 wurde er Life Peer als Baron Bates, of Langbaurgh in the County of North Yorkshire. Er ist stellvertretender Vorsitzender der Tories. 2008 bis 2010 war er Schattenminister in verschiedenen Kabinetten, 2009/10 Whip der Opposition. Bis 2008 war er mit Carole Whitfield verheiratet, mit der er zwei Söhne hat, 2012 heiratete er Xuelin Li. Er lebt in der Nähe von Durham.
Am 31. Januar 2018 erklärte Bates seinen Rücktritt als Minister im Department for International Development, nachdem er zu einer Sitzung im House of Lords zu spät erschienen war. Der Rücktritt wurde von der Premierministerin Theresa May nicht angenommen.